# Hemifusus colosseus
Hemifusus colosseus is een slakkensoort uit de familie van de Melongenidae. De wetenschappelijke naam van de soort is voor het eerst geldig gepubliceerd in 1816 door Lamarck.